# Itame unicinctata
Itame unicinctata là một loài bướm đêm trong họ Geometridae.